# Canton d'Aubigny-sur-Nère
Le canton d'Aubigny-sur-Nère est une circonscription électorale française située dans le département du Cher et la région Centre.
À la suite du redécoupage cantonal de 2014, les limites territoriales du canton sont remaniées. Le nombre de communes du canton passe de 4 à 15.

## Histoire
Le canton s'appelait Aubigny-Ville au XIXe siècle.
Un nouveau découpage territorial du Cher entre en vigueur en mars 2015, défini par le décret du 21 février 2014, en application des lois du 17 mai 2013 (loi organique 2013-402 et loi 2013-403). Les conseillers départementaux sont, à compter de ces élections, élus au scrutin majoritaire binominal mixte. Les électeurs de chaque canton élisent au Conseil départemental, nouvelle appellation du Conseil général, deux membres de sexe différent, qui se présentent en binôme de candidats. Les conseillers départementaux sont élus pour 6 ans au scrutin binominal majoritaire à deux tours, l'accès au second tour nécessitant 12,5 % des inscrits au 1er tour. En outre la totalité des conseillers départementaux est renouvelée. Ce nouveau mode de scrutin nécessite un redécoupage des cantons dont le nombre est divisé par deux avec arrondi à l'unité impaire supérieure si ce nombre n'est pas entier impair, assorti de conditions de seuils minimaux. Dans le Cher, le nombre de cantons passe ainsi de 35 à 19. Le nombre de communes du canton d'Aubigny-sur-Nère passe de 4 à 15. Le nouveau canton est formé de communes des anciens cantons d'Aubigny-sur-Nère, d'Argent-sur-Sauldre et de La Chapelle-d'Angillon.

## Géographie
Ce canton est organisé autour d'Aubigny-sur-Nère dans l'arrondissement de Vierzon. Son altitude varie de 131 m (Ménétréol-sur-Sauldre) à 326 m (Oizon) pour une altitude moyenne de 191 m.

## Représentation

### Conseillers d'arrondissement (de 1833 à 1940)
Le canton d'Aubigny faisait partie de l'arrondissement de Sancerre jusqu'à sa disparition en 1926.
| Période                                  | Période      | Identité                      | Étiquette                   | Qualité |
| ---------------------------------------- | ------------ | ----------------------------- | --------------------------- | --- |
| 1833                                     | 1848         | Alphonse Lemaitre             |                             | Propriétaire à Brinon-sur-Sauldre                                                                           |
| 1848                                     | 1856         | Pierre Baudisson              |                             | Chirurgien, maire d'Aubigny-Ville                                                                           |
|                                          |              |                               |                             | |
| 1895                                     | 1898         | Adrien Arnoux                 | Républicain radical         | Maire d'Aubigny-sur-Nère                                                                                    |
| 1898                                     | 1904 (décès) | Louis Raimbault               | Radical                     | Conseiller municipal d'Aubigny-sur-Nère                                                                     |
| 1904                                     | 1907         | Alphonse Houzet               | Radical                     | Propriétaire, adjoint au maire d'Aubigny-Village                                                            |
| 1907                                     | 1913         | Abel Antonnin Rix (1855-1917) | Conservateur                | Capitaine retraité, Aubigny-sur-Nère                                                                        |
| 1913                                     | 1919         | Charles Louis Chalouet        |                             | Maire d'Aubigny-sur-Nère                                                                                    |
| 1919                                     | 1937 (décès) | Adrien Dusapt (1859-1937)     | Républicain progressiste-RG | Négociant, ancien capitaine territorial d'infanterie, maire d'Aubigny-sur-Nère                              |
| 1937                                     | 1940         | Joseph Morin                  | Droite                      | Négociant, maire d'Aubigny-sur-Nère                                                                         |
| 1940                                     |              |                               |                             | Les conseils d'arrondissement ont été suspendus par la loi du 12 octobre 1940 et n'ont jamais été réactivés |
| Les données manquantes sont à compléter. |              |                               |                             | |

### Conseillers généraux de 1833 à 2015
| Période | Période      | Identité                                                 | Étiquette           | Qualité |
| ------- | ------------ | -------------------------------------------------------- | ------------------- | --- |
| 1833    | 1852         | Antoine Baudouin (1768-1853)                             |                     | Ancien professeur de grammaire Ancien membre de la Chambre des Représentants Ancien Procureur du Roi à Sancerre Président de chambre à la Cour d'appel de Bourges |
| 1852    | 1856 (décès) | Comte Guillaume Antoine François de Duranti Concressault | Majorité dynastique | Propriétaire, maire de Blancafort Député (1852-1856) |
| 1856    | 1864 (décès) | Pierre Baudisson,                                        |                     | Chirurgien-major puis médecin Maire d'Aubigny-Ville (1842-1864), conseiller d'arrondissement |
| 1864    | 1871         | Marquis Léonce de Vogüé                                  | Majorité dynastique | Propriétaire du château de la Verrerie à Oizon et à Ivoy-le-Pré Président du Conseil Général Député (1848-1849, 1850-1851, 1871-1876) |
| 1871    | 1874         | Charles François Flain (1818-1898)                       | Républicain         | Médecin à Aubigny-sur-Nère |
| 1874    | 1880         | Léon Doulcet de Deuil                                    |                     | Maire de Ménétréol-sur-Sauldre |
| 1880    | 1898 (décès) | Charles François Flain                                   | Républicain         | Médecin, ancien maire d'Aubigny-sur-Nère |
| 1898    | 1911 (décès) | Adrien Arnoux                                            | Rad.                | Maire d'Aubigny-sur-Nère (1897-1911), conseiller d'arrondissement |
| 1911    | 1940         | Comte Louis de Vogüé (fils de Léonce de Vogüé)           | URD                 | Propriétaire terrien et industriel Président de la compagnie du Canal de Suez, Régent de la Banque de France (1928-1936) Président de la Conférence internationale de l'agriculture Maire d'Oizon (1900-1929) Nommé membre de la Commission administrative départementale en 1941 Nommé conseiller départemental en 1943 |
|         |              |                                                          |                     | |
| 1945    | 1951         | Yves Guillou                                             | SFIO                | Maire d'Aubigny-sur-Nère (1945-1947) |
| 1951    | 1964 (décès) | Charles Lefebvre                                         | Rad. puis DVD       | Maire d'Aubigny-sur-Nère (1947-1964) |
| 1964    | 1998 (décès) | Antoine de Vogüé (petit-fils de Louis de Vogüé)          | RI puis UDF         | Maire d'Oizon Vice-président du conseil général |
| 1998    | 2015         | Michel Autissier                                         | RPR puis UMP        | Médecin généraliste Adjoint au maire d'Aubigny-sur-Nère puis Maire d'Aubigny-sur-Nère depuis 2012 |

### Conseillers départementaux depuis 2015
| Période élective | Période élective | Mandat | Mandat   | Identité         | Nuance | Nuance | Qualité |
| ---------------- | ---------------- | ------ | -------- | ---------------- | ------ | ------ | --- |
| 2015             | 2021             | 2015   | 2021     | Michel Autissier |        | LR     | Maire d'Aubigny-sur-Nère (2012-2015) Président du conseil départemental (2015-2021)                                                                     |
| 2015             | 2021             | 2015   | 2021     | Anne Cassier     |        | LR     | Employée de banque Première adjointe au Maire d'Argent-sur-Sauldre (depuis 2020)                                                                        |
| 2021             | 2028             | 2021   | en cours | Anne Cassier     |        | LR     | 2e vice-présidente du conseil départemental en charge de l’éducation, la jeunesse et la solidarité internationale                                       |
| 2021             | 2028             | 2021   | en cours | David Dallois    |        | LR     | Cadre Maire d'Ivoy-le-Pré (depuis 2008) Président de la fédération LR du Cher Ancien conseiller général du canton de La Chapelle-d'Angillon (2004-2015) |

### Résultats détaillés

#### Élections de mars 2015
À l'issue du 1er tour des élections départementales de 2015, deux binômes sont en ballottage : Michel Autissier et Anne Cassier (Union de la Droite, 47,14 %) et Claude Gestin et Pascale Hébert (FN, 31,33 %). Le taux de participation est de 53,96 % (7 076 votants sur 13 113 inscrits) contre 51 % au niveau départementalet 50,17 % au niveau national.
Au second tour, Michel Autissier et Anne Cassier (Union de la Droite) sont élus avec 64,17 % des suffrages exprimés et un taux de participation de 54,65 % (4 175 voix pour 7 166 votants et 13 113 inscrits).

#### Élections de juin 2021
Le premier tour des élections départementales de 2021 est marqué par un très faible taux de participation (33,26 % au niveau national). Dans le canton d'Aubigny-sur-Nère, ce taux de participation est de 37,11 % (4 619 votants sur 12 447 inscrits) contre 32,99 % au niveau départemental. À l'issue de ce premier tour,  le binôme constitué de Anne Cassier et David Dallois (Union au centre et à droite, 73,38 %), est élu avec 73,38 % des suffrages exprimés.

## Composition

### Composition avant 2015
Le canton d'Aubigny-sur-Nère regroupait quatre communes.
| Nom                          | Code Insee | Codepostal | Superficie (km2) | Population (dernière pop. légale) | Densité (hab./km2) |
| ---------------------------- | ---------- | ---------- | ---------------- | --------------------------------- | ------------------ |
| Aubigny-sur-Nère (chef-lieu) | 18015      | 18700      | 61,53            | 5 590 (2012)                      | 91                 |
| Ménétréol-sur-Sauldre        | 18147      | 18700      | 50,08            | 239 (2012)                        | 4,8                |
| Oizon                        | 18170      | 18700      | 62,03            | 706 (2012)                        | 11                 |
| Sainte-Montaine              | 18227      | 18700      | 53,79            | 184 (2012)                        | 3,4                |

### Composition à partir de 2015
Le nouveau canton d'Aubigny-sur-Nère comprend quinze communes entières.
| Nom                                      | Code Insee | Intercommunalité         | Superficie (km2) | Population (dernière pop. légale) | Densité (hab./km2) | Modifier                                    |
| ---------------------------------------- | ---------- | ------------------------ | ---------------- | --------------------------------- | ------------------ | ------------------------------------------- |
| Aubigny-sur-Nère (bureau centralisateur) | 18015      | CC Sauldre et Sologne    | 61,53            | 5 464 (2022)                      | 89                 | modifier les données · modifier les données |
| Argent-sur-Sauldre                       | 18011      | CC Sauldre et Sologne    | 67,35            | 2 040 (2022)                      | 30                 | modifier les données · modifier les données |
| Blancafort                               | 18030      | CC Sauldre et Sologne    | 64,35            | 1 002 (2022)                      | 16                 | modifier les données · modifier les données |
| Brinon-sur-Sauldre                       | 18037      | CC Sauldre et Sologne    | 116,30           | 972 (2022)                        | 8,4                | modifier les données · modifier les données |
| La Chapelle-d'Angillon                   | 18047      | CC Sauldre et Sologne    | 10,17            | 610 (2022)                        | 60                 | modifier les données · modifier les données |
| Clémont                                  | 18067      | CC Sauldre et Sologne    | 50,11            | 709 (2022)                        | 14                 | modifier les données · modifier les données |
| Ennordres                                | 18088      | CC Sauldre et Sologne    | 63,79            | 206 (2022)                        | 3,2                | modifier les données · modifier les données |
| Ivoy-le-Pré                              | 18115      | CC Sauldre et Sologne    | 98,74            | 775 (2022)                        | 7,8                | modifier les données · modifier les données |
| Ménétréol-sur-Sauldre                    | 18147      | CC Sauldre et Sologne    | 50,08            | 196 (2022)                        | 3,9                | modifier les données · modifier les données |
| Méry-ès-Bois                             | 18149      | CC Sauldre et Sologne    | 91,59            | 538 (2022)                        | 5,9                | modifier les données · modifier les données |
| Nançay                                   | 18159      | CC Sauldre et Sologne    | 106,33           | 768 (2022)                        | 7,2                | modifier les données · modifier les données |
| Neuvy-sur-Barangeon                      | 18165      | CC Vierzon-Sologne-Berry | 67,34            | 1 114 (2022)                      | 17                 | modifier les données · modifier les données |
| Oizon                                    | 18170      | CC Sauldre et Sologne    | 62,03            | 667 (2022)                        | 11                 | modifier les données · modifier les données |
| Presly                                   | 18185      | CC Sauldre et Sologne    | 74,63            | 221 (2022)                        | 3,0                | modifier les données · modifier les données |
| Sainte-Montaine                          | 18227      | CC Sauldre et Sologne    | 53,79            | 167 (2022)                        | 3,1                | modifier les données · modifier les données |
| Canton d'Aubigny-sur-Nère                | 1801       |                          | 1 038,13         | 15 449 (2022)                     | 15                 | modifier les données                        |

## Démographie

### Démographie avant 2015
| 1962  | 1968  | 1975  | 1982  | 1990  | 1999  | 2006  | 2011  | 2012  |
| ----- | ----- | ----- | ----- | ----- | ----- | ----- | ----- | ----- |
| 5 947 | 6 452 | 6 604 | 6 781 | 7 014 | 7 100 | 6 972 | 6 826 | 6 719 |

### Démographie depuis 2015
En 2022, le canton comptait 15 449 habitants, en évolution de −3,57 % par rapport à 2016 (Cher : −2,48 %, France hors Mayotte : +2,11 %).
| 2013   | 2018   | 2022   |
| ------ | ------ | ------ |
| 16 352 | 15 711 | 15 449 |